# 法兰西的安娜
法蘭西的安娜（法語：Anne de France；1461年4月3日—1522年11月14日），又称安娜·德·博熱（Anne de Beaujeu），是法王路易十一的長女，1483-1491年間擔任年幼的弟弟──法王查理八世的攝政。在她攝政期間，她是15世紀末歐洲最有權力的女性之一，被稱為「大夫人」（Madame la Grande）。她後來在1503-1521年替女兒──波旁女公爵蘇珊擔任波旁公國的攝政。

## 生平
安娜公主是法王路易十一和薩伏依的夏洛特之長女。她年輕時就是父王的重要助手，在很多政策上都有她的建议，有执政经验，路易十一对女儿的评价也很特别：“她是全法国最不蠢的女人。”她像其父一樣熱衷權術、頭腦精明，但卻不是那麼敏感多疑，使她能夠很好地治理國家。
安娜在1473年嫁給波旁公爵彼得，兩人只生有一女──波旁的蘇珊，波旁家族嫡系的蘇珊在1505年嫁給旁系的蒙特西埃伯爵夏爾，兩人無後；1527年夏爾在羅馬之劫戰死後，波旁公國併入王室領地。
1483年父親死前，遺言讓她攝政輔佐13歲的弟弟查理，安娜於是和丈夫彼得一同攝政，但她自己的決策高於丈夫。她首先對親王和大領主們做了一些讓步，接著除掉了幾個她父親最厭惡的官員。其中，曾當過宰相的奧利維·勒丹在蒙福孔的絞刑架上被吊死。

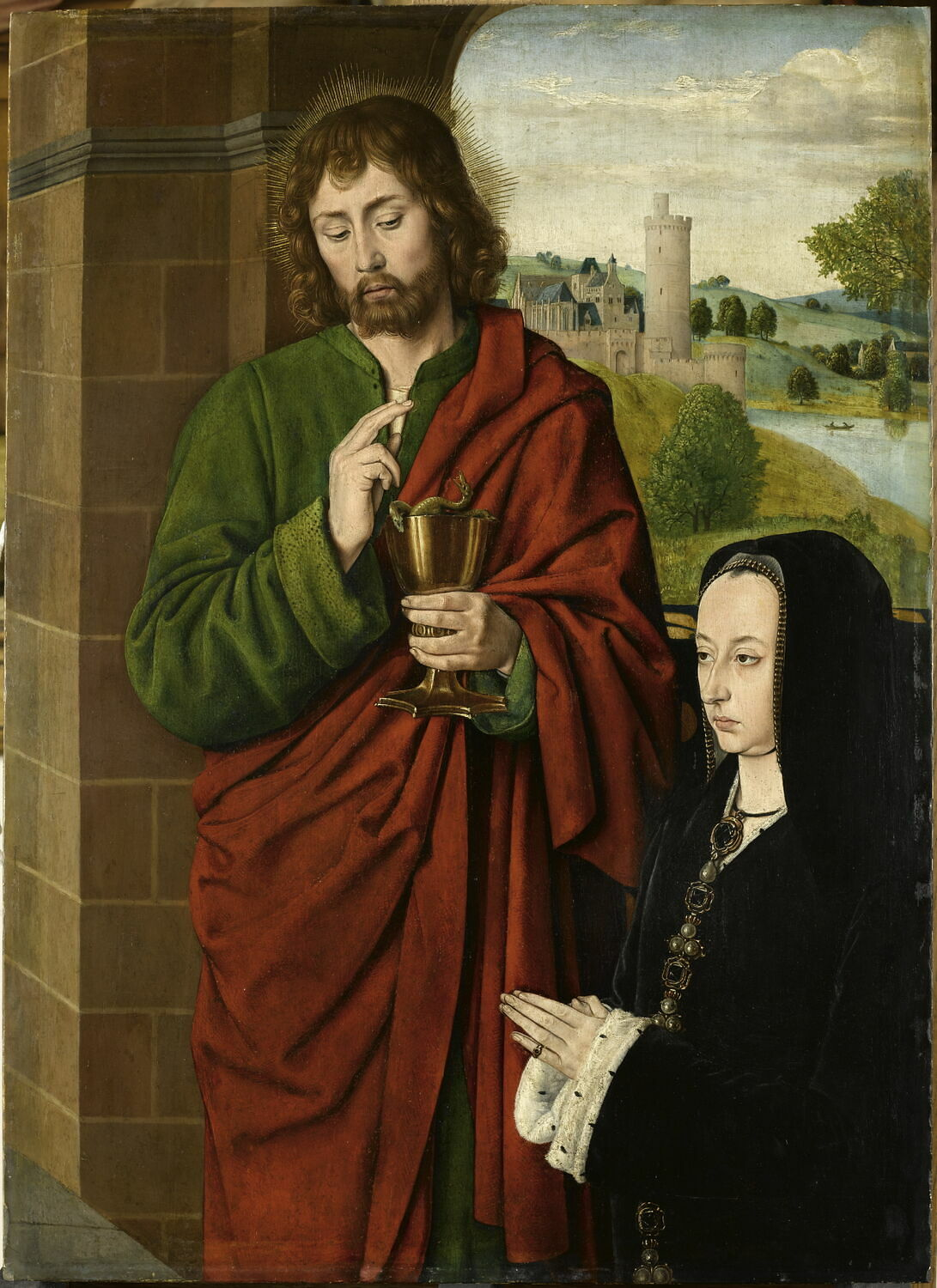
對安娜和傳教士聖約翰的描繪圖像

路易十一次女让娜的丈夫、奥爾良公爵路易想要分享王國的大權，便与布列塔尼公爵联合叛乱了几次，可每次都被安娜公主镇压下去，其中有一次，安娜公主大怒之下，把妹婿奥尔良公爵关进铁笼子里，供人参观。當奧爾良公爵第一次叛亂時，安娜公主在1484年召開三級會議與之鬥爭。三級會議試圖確立以下原則：稅收的徵收需經國民的同意、三級會議可以干預政府工作，但這位女攝政根本不考慮三級會議的意願。她頗有睿智和毅力，在歷史上占據重要地位。
安娜公主在内政外交方面，都成绩斐然，内政上，她减免了父亲以来的重税，让国内衝突有所缓和。在外交方面，她支持英格兰的亨利·都铎反抗理查三世；她派人在尼德兰挑起叛乱，从而瓦解了神聖羅馬皇帝馬克西米連对法国的攻势。
1488年，布列塔尼公爵去世，他只有两个女儿，继承布列塔尼领地的长女安娜成了众人追求的目标，这其中就有丧妻的马克西米连，而布列塔尼安娜也有意嫁给他，这时安娜公主当机立断，几乎是以军力威逼，让弟弟查理八世把布列塔尼安娜娶到手。布列塔尼因此併入法国。

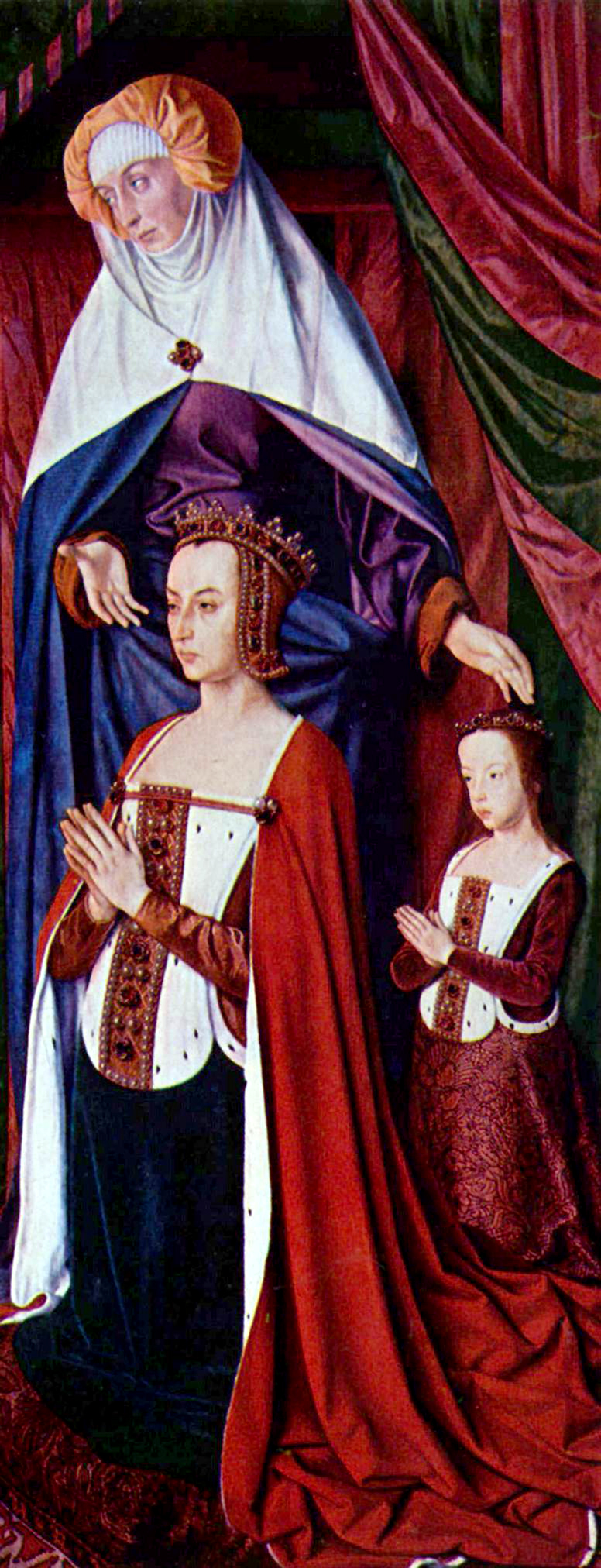
聖安娜引介安娜與其幼女──波旁的蘇珊

1491年查理八世亲自执政后，安娜公主表面上功成身退，过起悠闲的生活，但國王仍會向她請益重要政事，因此直至查理八世於1498年逝世前，她與丈夫彼得仍是法國的當權者。憑著安娜的權勢、智慧、學養、高貴的品格，法国的贵族子女都以接受安娜的教导为荣，她教導的內容包羅萬象，如拉丁文、希腊文、古典文学、音乐、礼仪、狩猎等，而受過她高雅教育的貴族子女，包含後來的法王弗朗索瓦一世、蒙莫朗西公爵、王室首席情婦波迪耶……等等。
1498年，她弟弟查理八世因意外事故身亡，他和王后安娜虽然有几个子女，都没有存活，奥尔良公爵登上王位，成为路易十二，他旋即与殘疾的妻子让娜离婚，娶了前王后布列塔尼安娜。早在他与布列塔尼联合叛乱时，他就认识她，一直爱着她。
安娜公主後來在1503-1521年替女兒──波旁女公爵蘇珊擔任波旁公國的攝政。